# Iftikhâr al-Dawla

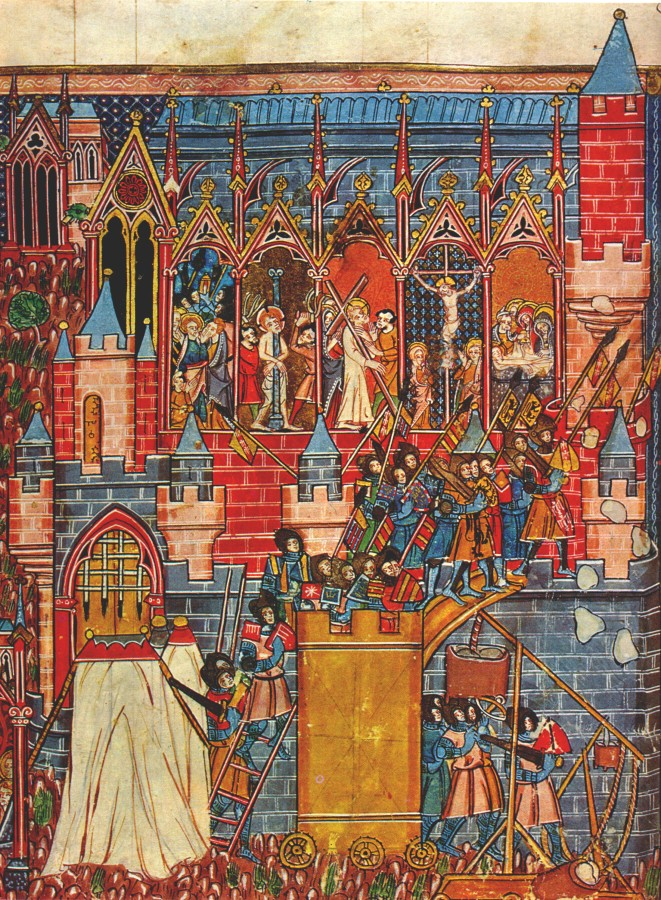
siège de Jérusalem (1099)

Iftikhâr al-Dawla est le gouverneur de Jérusalem au moment de la venue de la première croisade.

## Biographie
Jusqu’en 1071, la ville de Jérusalem et la Palestine faisaient partie du califat fatimide, puis un chef turc, Atsiz ibn Abaq, en avait fait la conquête pour le compte des sultans seldjoukides. Les Fatimides espéraient prendre leur revanche et reprendre la Palestine et le vizir fatimide al-Afdal Shâhânshâh décide d’organiser la reconquête de la Palestine. Il profite de la haine qui oppose les deux frères Ridwan, émir d’Alep et Duqâq, émir de Damas, pour s’allier en janvier 1097 au premier contre le second, suzerain de Jérusalem. En mai 1097, le vizir prend Tyr, mais les Ortoqides, qui gouvernent Jérusalem pour l’émir de Damas, empêchent Ridwan d’attaquer Damas et interrompent la campagne égyptienne en Palestine.
L’arrivée de la première croisade offre aux Égyptiens une nouvelle occasion. D’octobre 1097 à juin 1098, les croisés assiègent Antioche, monopolisant les forces seldjoukides, et al-Afdal Shâhânshâh entreprend une nouvelle campagne au cours de l’été 1098, met le siège devant Jérusalem qui se rend le 26 août 1098. Il autorise Soqman ibn Ortoq à rejoindre librement Damas et confie la ville à un de ses officiers, Iftikhâr al-Dawla.
Apprenant que les croisés quittent Antioche en janvier 1099 pour reprendre la route de Jérusalem, Iftikhâr met rapidement la ville en état de défense : les banlieues ne sont pas défendables, il en fait combler tous les puits et empoisonner les sources, et évacue le bétail, les murs des fortifications sont en bon état et la garnison est renforcée.
Arrivé devant la ville le 7 juin 1099, les croisés tentent un premier assaut le 13, qui est repoussé. Pour prendre la ville, ils doivent construire des machines de guerre, qui sont terminées le 10 juillet. L’assaut final est donné le 14 juillet, la ville prise le 15 et les croisés commencent à massacrer la population musulmane et juive. Iftikhâr qui défend la tour de David se rend à Raymond de Saint-Gilles, comte de Toulouse, qui l’épargne et le fait conduire sain et sauf à Ascalon, d’où il rejoint l’Égypte.

## Sources
- René Grousset, Histoire des croisades et du royaume franc de Jérusalem - I. 1095-1130 L'anarchie musulmane, Paris, Perrin, 1934 (réimpr. 2006), 883 p.